# Koeleria narbonnensis
Koeleria narbonnensis là một loài thực vật có hoa trong họ Hòa thảo. Loài này được (Domin) Prain mô tả khoa học đầu tiên năm 1906-10.